# Syrjäjärvi (sjö i Suomussalmi, Kajanaland)
Syrjäjärvi och Pieni Syrjäjärvi eller Syrjäjärvet är sjöar i Finland. De ligger i kommunen Suomussalmi i landskapet Kajanaland, i den nordöstra delen av landet, 600 km norr om huvudstaden Helsingfors. Syrjäjärvi ligger 234,6 meter över havet. Arean är 63,5 hektar och strandlinjen är 5,43 kilometer lång. Sjön  ingår i Uleälvens huvudavrinningsområde. 